# میکرونیدلینگ

## تعریف
میکرونیدلینگ به (زبان انگلیسی micro needling) نامیده می‌شود در واقع روش تحریک کلاژن سازی (Percutaneous Collagen Induction Therapy) می‌باشد که با تحریک مکانیکال پوست موجب ترمیم آسیب‌های ساختاری پوست می‌شود.
درمان القای کلاژن (CIT) برای از بین بردن خطوط ظریف، جای زخم و جوش و بهبود شرایط کلی پوست کاربرد دارد. در این عمل از سوزن‌های بسیار ظریف برای ایجاد آسیب‌های بسیار جزئی پوستی استفاده می‌شود تا تولید کلاژن و الاستین تحریک شود. فرایند ترمیم پوست به ضخیم‌تر شدن لایه درم و نرم‌تر شدن چروک‌ها می‌انجامد. پوست محکم‌تر و کشیده می‌شود، خاصیت کشسانی خود را بازمی‌یابد، چروک و خطوط ظریف کاهش چشمگیری می‌یابد، منافذ پوست کوچک‌تر می‌شود، گردش خون تحریک و شرایط کلی پوست بهتر می‌شود.

## روش کار
پزشک با استفاده از سوزن‌های بسیار ریز، میلیون‌ها میکروکانال در اپیدرم و درم ایجاد می‌کند و با وارد کردن سوزن‌ها به داخل پوست، موجب افزایش تولید کلاژن و الاستین توسط فیبروبلاست‌ها می‌شود. کراتینوسیت‌ها نیز به محل نیدلینگ در اپیدرم منتقل شده و در آنجا تکثیر می‌شوند و در نتیجه باعث افزایش ضخامت اپیدرم می‌گردند. میکرونیدلینگ با دو روش سنتی که با درمارولر انجام شده و روش مکانیزه با استفاده از دستگاه درماپن انجام می‌شود. درمارولر از یک غلتک چرخان با تعدادی سوزن بر روی این غلتک تشکیل شده است و بر اساس عمق نفوذ مورد نیاز سایزهای متفاوتی تولید شده است، هر چه بلندی سوزن بیشتر باشد عمق نفوذ بیشتر و در نتیجه درمان مؤثرتر و تهاجمی تر خواهد بود . انتخاب اندازه سوزن بر اساس موضع عمل و نوع درمان متفاوت می‌باشد ولی در اکثر موارد سایزهای متوسط(۱٫۵ تا ۲ میلی‌متر) برای درمان‌های معمولی انتخاب می‌شوند. روش مکانیزه میکرونیدلینگ با درماپن انجام می‌شود که شبیه یک قلم است و تعدادی سوزن بر روی سر آن تعبیه شده و با حرکت رفت و برگشتی سوزن‌ها، عمل سوراخ شدن پوست انجام می‌شود. در دستگاه درماپن عمق نفوذ سوزن‌ها قابل تغییر است و از ۰٫۲۵ تا ۲٫۵ میلی‌متر قابل تنظیم می‌باشد. سوراخ‌های ایجاد شده. بسیار ریز هستند و با چشم غیر مسلح دیده نمی‌شوند و ظرف چند ساعت بسته شده و مختصر قرمزی و تورم که بعد از میکرونیدلینگ ایجاد می‌شود چند روز بعد محو شده و هیچگونه علامتی در موضع باقی نمی‌ماند.

## مشخصات دستگاه میکرونیدلینگ
دستگاه‌های میکرونیدلینگ زیادی در بازار وجود دارد که هر یک از آنها زخم‌های ریز اپیدرمی و پوستی متعددی را برای تحریک تولید کلاژن ایجاد می‌کنند. طیف وسیعی از رول‌های سوزنی ثابت و دستگاه‌هایی با سوزن‌های استریل یکبار مصرف در دسترس هستند. این دستگاه‌ها بر اساس طول سوزن، مقدار، قطر، پیکربندی و مواد متفاوت هستند. رول‌های دستی و برقی با سر خوردن به صورت عمود بر روی سطح پوست تا زمانی که خونریزی به وجود بیاید به کار خود ادامه می‌دهند. رول برقی مزایای متعددی نسبت به دستگاه‌های دستی از جمله توانایی تنظیم آسان سرعت‌ها و عمق نفوذ آن‌ها و در نتیجه امکان پردازش مفید سطوح بزرگ را داراست. نوک سوزن‌های یکبار مصرف خطر عفونت را محدود می‌کند و همچنین امکان درمان ضایعات کانونی کوچک مانند اسکارهای تروماتیک یا چروک لب بالایی را فراهم می‌کند که انجام آنها با رول غلتکی دشوار است.
نتایج بالینی بهینه زمانی به دست می‌آید که عمق سوزن با محل خاص پوست (و ضخامت) تنظیم شود. به عنوان مثال، پوست ضخیم در مقایسه با پوست نازک دور چشم نیاز به نفوذ عمیق‌تری دارد. یک مطالعه نشان داد که عمق نفوذ سوزن تا ۱٫۰ میلی‌متر با تنظیمات قابل تنظیم خاص در دستگاه میکرونیدلینگ برقی سازگار است، در حالی که طول سوزن بیش از ۱٫۰ میلی‌متر (به عنوان مثال، ۱٫۵ یا ۲ میلی‌متر) نفوذ پوستی کمتر از حد انتظار را نشان می‌دهد.

## میکرونیدلینگ برای چه افرادی ممنوع است؟
این روش غیر تهاجمی برای جوان‌سازی پوست را افراد در هر رده سنی می‌توانند انجام دهند اما درست همانند بسیاری از تکنیک‌های دیگر برای برخی اشخاص مناسب نیست. این درمان برای افرادی که دارای بیماری‌های زمینه‌ای مانند دیابت، سرطان و همچنین انواع بیماری‌های پوستی هستند، توصیه نمی‌شود. همچنین افرادی که از بیماری‌های خودایمنی رنج می‌برند، نباید از این روش زیبایی استفاده نمایند. اگر از داروی خاصی استفاده می‌کنید یا به بیحسی‌های موضعی آلرژی دارید، حتماً به پزشک خود اطلاع دهید. افرادی که دارای زخم باز هستند و ترمیم زخم‌هایشان به طول می‌انجامد، از این روش درمانی خودداری کنند. افرادی که داروی انعقاد خون مصرف می‌کنند، باید از انجام میکرونیدلینگ پرهیز کنند یا با مشورت پزشک، برای دوره‌ای مصرف این دارو را قطع کنند. در صورتی که در کمتر از یک ماه بوتاکس و تزریق چربی انجام داده‌اید، به هیچ عنوان میکرونیدلینگ انجام ندهید. در صورتی که افراد در یک سال گذشته پرتودرمانی انجام داده‌اند، این درمان را انجام ندهند زیرا ممکن است تأثیر میکرونیدلینگ بر روی پوست بسیار کم یا غیرقابل مشهود باشد.

## مراقبت‌های لازم بعد از میکرونیدلینگ
مراقبت‌های بعد از بسیار مهم است تا پوست شما به‌طور صحیح بهبود یابد و نتایج مطلوب حاصل شود. در اینجا نکاتی برای مراقبت از پوست خود بعد از میکرونیدلینگ آورده شده است:
- از پوست خود در برابر نور خورشید محافظت کنید. پوست شما بعد از میکرونیدلینگ حساس تر خواهد بود، بنابراین مهم است که از آن در برابر نور خورشید محافظت کنید. از کرم ضدآفتاب با SPF 30 یا بالاتر استفاده کنید و هر دو ساعت یک بار آن را تمدید کنید.
- از پوست خود در برابر گرما و سرما محافظت کنید. قرار گرفتن در معرض گرما یا سرمای شدید می‌تواند باعث تحریک پوست شما شود. از قرار گرفتن در معرض مستقیم نور خورشید، سونا یا حمام آب گرم خودداری کنید.
- از محصولات آرایشی و بهداشتی استفاده نکنید. تا زمانی که پوست شما به‌طور کامل بهبود نیابد، از محصولات آرایشی و بهداشتی استفاده نکنید. این محصولات می‌توانند منافذ پوست شما را مسدود کرده و باعث تحریک شوند.
- پوست خود را مرطوب نگه دارید. استفاده از یک مرطوب‌کننده بدون چربی به حفظ رطوبت پوست شما کمک می‌کند.
- از پوست خود مراقبت کنید. پوست شما بعد از میکرونیدلینگ در حال بهبود است، بنابراین مهم است که به آن استراحت دهید و از آن مراقبت کنید. از انجام فعالیت‌های شدید یا خاراندن پوست خود خودداری کنید.

در اینجا برخی از محصولات خاص وجود دارد که می‌تواند به شما در مراقبت از پوست خود بعد از میکرونیدلینگ کمک کند:
- کرم ضدآفتاب: یک کرم ضدآفتاب با SPF 30 یا بالاتر که برای پوست‌های حساس مناسب است.
- مرطوب‌کننده بدون چربی: یک مرطوب‌کننده بدون چربی که برای پوست‌های حساس مناسب است.
- ژل ترمیم کننده پوست: یک ژل ترمیم کننده پوست که به بهبود زخم‌ها و تحریکات کمک می‌کند.

اگر در مورد مراقبت‌های بعد از میکرونیدلینگ سؤالی دارید، حتماً با پزشک یا متخصص پوست خود مشورت کنید.

## عوارض جانبی
به‌طور کلی میکرونیدلینگ یک روش درمانی مطمئن و کم عارضه است ولی موارد زیر ممکن است در بیماران دیده شود: بلافاصله بعد از میکرونیدلینگ پوست قرمز و سفت می‌شود که به دلیل تحریک کلاژن و کوتاه شدن رشته‌های الاستین پوست است. این قرمزی چند ساعت بعد از بین می‌رود در مواردی که درمان عمیق باشد (عمق بالای ۱٫۵ میلی‌متر) ممکن است قرمزی تا ۲ روز هم ادامه یابد. خشک شدن پوست از دیگر عوارض میکرونیدلینگ می‌باشد که برای رفع آن از کرم‌های مرطوب‌کننده یا ترمیم‌کننده استفاده می‌شود. بعد از میکرونیدلینگ پوست التهاب دارد و به نور خورشید حساس می‌شود که از کرم‌های ضدآفتاب قوی یا پماد اکسید دوزنگ استفاده می‌شود.

### قرمزی و تورم پوست در ناحیه درمانی
این تورم و قرمزی به علت فرورفتن سوزن در پوست برای تحریک و کلاژن‌سازی کاملاً طبیعی است. این تورم با استفاده از داروهای تجویزی و استراحت پوست از بین می‌روند. در صورت بر طرف نشدن این تورم بعد از ۱۰ روز باید به پزشک مراجعه کنید. عدم مراقبت از پوست و کندن زخم‌ها، باعث طولانی‌تر شدن روند درمان خواهد شد.

### بروز حساسیت‌های پوستی
ممکن است فرد به نوع آلیاژ، داروها و مواد بیحسی حساسیت داشته باشد. اگر هر یک از این موارد باعث بروز اختلالاتی در بدن شود، عوارض سنگینی برای فرد به همراه خواهد داشت. توصیه می‌شود در صورت داشتن حساسیت به هر نوع دارو و مواد بیحسی موضعی به متخصص پوست خود اطلاع دهید.

### تغییر رنگ و تیرگی پوست
ممکن است به علت فشار زیاد میکرونیدلینگ و فرورفتن بیش از حد سوزن‌ها در پوست، فرد دچار تیرگی در آن ناحیه از پوست شود. این امر با استفاده از توصیه پزشکی و گذشت حدود یک هفته از بین می‌رود. همچنین یادآور شویم که این تغییر رنگ ممکن است با تورم، درد و کبودی همراه باشد.

## مزایای میکرونیدلینگ
خطر بروز لکه‌های پوستی و باقی ماندن جای زخم در این روش بسیار کمتر است و به همین خاطر این روش برای افرادی که پوست تیره‌تری دارند نیز ایمن است.
این روش برای پوست‌های نازک و حساس مناسب است.
این روش به سادگی و در کلینیک انجام می‌شود و به خاطر سادگی و سهولت، انجام آن نیازی به وسایل و تجهیزات پیشرفته و آموزش‌های حرفه‌ای و ویژه ندارد.
این روش درد زیادی به همراه ندارد و بیماران می‌توانند به راحتی آن را تحمل کنند.